# Trichosalpingus gracilicornis
Trichosalpingus gracilicornis is een keversoort uit de familie Mycteridae. De wetenschappelijke naam van de soort is voor het eerst geldig gepubliceerd in 1927 door Pic.